# オペレーション・カー・ウォッシュ
オペレーション・カー・ウォッシュ（葡: Operação Lava Jato、英: Operation Car Wash、日: 洗車場作戦〈せんしゃじょうさくせん〉）とはブラジルの連邦警察、初期はセルジオ・モロ裁判官、現在はガブリエル・ハルド裁判官らによる進行中の刑事捜査を指す。
南米史上最大の汚職事件とも言われ、ブラジルのルーラ元大統領やジルマ・ルセフ大統領にも捜査は及び、ルーラ元大統領は懲役刑に、ルセフ大統領は罷免された。
ブラジル国内にとどまらず、アルゼンチンのクリスティーナ・フェルナンデス大統領、ペルーのオジャンタ・ウマラ大統領、ペドロ・パブロ・クチンスキ大統領らはいずれも弾劾、辞任に追い込まれた。ペルーの大統領候補だったケイコ・フジモリもブラジルの建設会社オデブレヒト（Odebrecht）を介して事件への関与が疑われ、逃亡のおそれがあるとして、2018年11月1日より予防拘留処置が取られている。
捜査開始当初のマネー・ロンダリング捜査は、国営石油企業ペトロブラス（Petrobras）が腐敗の疑いを隠蔽しようとして拡大した。ペトロブラス社は、幹部が実際よりも上積みした金額で契約を結ぶ代償として、建設会社から賄賂を受け取っていた。ガソリンスタンドと洗車場で外貨両替と送金サービスを利用して、不法支払いを行なっていたことが発覚したため、捜査は「Operacão Lava Jato（オペレーション・カー・ウォッシュ、洗車場作戦）」と名づけられた。また、国営石油企業に関わるスキャンダルのため、「Petrolão（ペトロラン）」と呼ばることもある。
捜査では、捜索、差押、一時的および予防的拘留、司法取引による強制措置のためのおよそ1,000以上の令状が出され、総額300億レアルものマネー・ロンダリングが予想されている。
また、この捜査によって大規模な汚職が明るみに出たことは、ブラジルで新たに右派、ジャイール・ボルソナーロ政権を誕生させる一因にもなった。

## 事件概要
オペレーション・カー・ウォッシュは、中南米史上最大の汚職事件だと言われている。 ラテンアメリカを中心に少なくとも11か国を巻き込み、ブラジルの建設会社オデブレヒトは深く関与していた。
これまで、ほとんど罰せられることのなかった政治家やビジネスリーダーたちにまで捜査の手が伸びたたこともあって、汚職事件は飛躍的な増大を見せた。現在では、許容されなくなった政治をめぐる経済システムの構造的腐敗が調査されており、刑事罰も生じている。 このような大胆な捜査は、労働党政権が自ら行なった司法制度改革の結果として可能となった（つまり、自らの改革の結果、自ら裁きを受けることとなった）。もし政府が2013年9月に独立検事総長を任命せずにおけば、洗車場捜査は起こらなかった可能性もあった。
裁判官セルジオ・モロの捜査は、一見捜査の手が及ばなそうな大物政治家、ルーラ元大統領やジルマ・ルセフ元大統領にも及んだ。この成功の理由は新たに導入された司法取引、「報酬ある共同作業（rewarded collaboration）」と最初にビジネスマンを標的とする戦略を取り、政治家に対して彼らの証言を用いたことによるものだと言われている。

## 捜査概要 - 「報酬ある共同作業」
2008年、事件はビジネスマン、エルメス・マグナスが彼の会社である電子部品メーカーDunel社（Dunel Indústria e Comércio）を通じて資金洗浄しようとした疑いに端を発した。 捜査を続けることで、4つの大きな疑惑の輪が発覚した。捜査当局は最初の捜査で、4人の闇市場の為替投機家と国営石油会社ペトロブラスと契約を結んだアルベルト・ユーセフへの不適切な支払いに焦点を定めた。
アルベルト・ユーセフがペトロブラス社の元ディレクターだったパウロ・ロベルト・コスタのために自家用車レンジ・ローバーを購入したことを発見すると、調査はブラジル全土に拡大した。コスタは疑惑の証拠を提供するように求められ、当局と合意した。 新たに採用された「報酬ある共同作業」（嘆願交渉）は容疑者が協力した場合の刑罰軽減を約束した。コスタの提供した証拠は、政党がいかにしてペトロブラス社を支配しているかを明るみに出した。
逮捕の波がおこった。実業家とロビイストでもあるフェルナンド・ソアレスは、与党の労働者党とブラジル民主運動党と主要なブラジル建設会社の間のパイプ役だったと言われている。コスタとソアレスの後、2014年から2016年2月まで、検察との共同作業にさらに多くの合意が集まり、連邦検察当局は政治家やビジネスマンを中心とする179名の犯罪に対して37件の刑事訴訟を起こした。 2017年12月には約300名の犯罪告訴が起こされた。
オデブレヒト社の創設者の孫であるマルセロ・オデブレヒトは19年間の懲役刑を言い渡された後、「報酬ある共同作業」の刑の軽減を理由に、他の幹部とともに目撃者として証言し、汚職計画についての全体的な情報を提供した(結果、彼は2年半ほどの懲役の後、出所している）。証言によれば、オデブレヒトは、ベネズエラのウゴ・チャベス元大統領やパナマのリカルド・マルティネリ元大統領へと違法な支払を行なうための秘密の支店をラテンアメリカ諸国に持っていた。オデブレヒトは12か国の関係者に総額でおよそ7億7800万ドルに上る贈賄を認めた後、ブラジル、スイス、米国の当局によって計26億ドルの罰金を課せられた。
検察はパウロ・ロベルト・コスタ、アルベルト・ユーセフと司法取引をし、捜査の範囲はブラジルの9大建設会社に拡大した。
ペトロブラスに関わっていたとされる政治家だけでなく、 2003年から2010年にペトロブラス委員会の長を務めるジルマ・ルセフ大統領も不法行為を否定した。 2016年3月、ブラジル最高裁判所はルーラ元大統領を含む現在および過去の議員48人の調査を許可する判決を出した。2015年から2016年にかけて、ブラジル議会議長のエドゥアルド・クンハは約4000万ドルの賄賂を受け、秘密の銀行口座に資金を隠していると非難された。現在、彼は投獄されている。
2017年1月19日、リオデジャネイロ州の観光都市パラチー近くの海に、テオリ・サヴァエスキ最高裁判事を乗せた小型飛行機が墜落し、判事を含め5名の死亡が確認された。サヴァエスキはオペレーション・カー・ウォッシュの公判を担当していた。
2017年9月のマイアミヘラルド紙のレポートによると、オペレーション・カー・ウォッシュ開始当初、自宅拘禁刑の執行に使用された電子監視ブレスレットは10,000本未満だったが、すぐにその数は２倍以上の24,000本以上に膨らんだという。

## ペトロブラス社への影響
ペトロブラス社は2014年の年間業績報告を遅らせ、2015年4月、汚職、過重資産に起因する賄賂の総額21億ドルおよび評価損17億ドルを計上した 「控えめな」見積もりの「監査済財務諸表」を発表した。仮に報告書が1週間遅れていた場合、ペトロブラス社の債券保有者は早期返済を要求する権利を有することにもなった。ペトロブラス社はスキャンダルの影響、ならびに重債務負担と石油の低価格に一部起因して、2015年の配当金支払を中止した。
ペトロブラス社はまた、設備投資を削減を余儀なくされ、その後2年間で137億ドルの資産を売却すると発表した。

## ルーラ元大統領への捜査
2016年3月4日、ルーラ元大統領は、ペトロブラス社取引に関する詐欺調査の一環として3時間拘束され、自宅を連邦警察の捜査官に強制捜索された。2011年に辞任したルーラ元大統領は腐敗疑惑を否定した。 警察は70歳のルーラがキックバックを受け取ったという証拠があると述べた。 ルーラ研究所（Lula's institute）は彼に対する一連の処置を「恣意的で、違法かつ不当なもの」と呼んだ。2016年7月12日、およそ3700万レアル相当の賄賂を受け取ったとする容疑でルーラ元大統領は9年半の懲役刑を宣告された。彼はこれを不服とし連邦地方裁判所に控訴した。結局、判決は12年と1か月に増加した。2018年4月5日、モロ裁判官は懲役刑を命じ、2日後それに従った。2019年4月23日、連邦高等裁判所はルーラに対し禁錮約8年11月に減刑する上告審判決を下した。
2021年3月8日、連邦最高裁判所は一審の裁判所に事件の管轄権が無かったとして、ルーラに対する有罪判決の取り消しを決定した。これによりルーラは2022年の大統領選挙への立候補が可能となり、現職のジャイール・ボルソナーロを破り、返り咲きを果たした。

## ブラジル国外への影響

### ペルー
ブラジル連邦警察による報告書は、2016年2月のペルー大統領選挙でのオデブレヒト社の公共事業契約をめぐる贈収賄に、ペルーのオジャンタ・ウマラ大統領と関係していたとした。 ウマラ大統領は報告書を否定し、その疑惑に対するメディアからの質問を避けた。2017年7月、ウマラと彼の妻は、オデブレヒト社のスキャンダルに関連して、裁判を受ける前に逮捕された。調査によると、ブラジルのルーラ元大統領は、ウマラの大統領選に向け、オデブレヒト社に数百万ドルを支払うよう圧力をかけていたと言う。2017年12月、ペルーのペドロ・パブロ・クチンスキ大統領は、オデブレヒト社からクチンスキのWestfield Group Capital社へ782,000ドルの違法支払いを隠蔽したことによる議会の弾劾に反対した。
2016年の大統領選挙候補者ケイコ・フジモリは、彼女の党「人民勢力党」の5人の幹部を除名処分にしていた。フジモリ自身も大統領選でのキャンペーンでオデブレヒト社と関わっていたことが指摘されており、2018年11月1日より予防拘留処置が取られ収監されている。2018年3月21日、クチンスキは大統領を辞任した。
2014年、アラン・ガルシア元大統領にオデブレヒト社からの疑惑が浮上、2018年11月17日に18カ月間の出国禁止命令が裁判所より下った。2019年4月17日、大統領は逮捕直前に拳銃で頭を打ち抜き、搬送先の病院で死亡した。

### ベネズエラ
ベネズエラのオデブレヒト支店会長エウセネド・プラセデス・デ・アセベドは、ベネズエラでのオデブレヒト社のプロジェクト優先権の代償として、ニコラス・マドゥロ大統領の2013年大統領選挙キャンペーンに3,500万ドルの贈賄を行なったと調査員に語った。 当初、マドゥーロのキャンペーンマネージャーは5,000万ドルを要求し、最終的に3,500万ドルで決着した。2018年5月、トランスペアレンシー・インターナショナルは、ベネズエラでオデブレヒト社が1999年から2013年にかけて開始した33のプロジェクトのうち、9つしか完了していないことを発表した。

### その他
パラダイス文書
2017年11月5日、オフショアリングに関連する機密文書「パラダイス文書」では、オデブレヒト社が賄賂の支払い手段として少なくとも1社のオフショア会社を使用したことを明らかにした。 マルセロ・オデブレヒトと彼の父や彼の兄弟の名も文章で言及されている。
アルゼンチン
クリスティーナ・フェルナンデス政権とネストル・キルチネル政権とオデブレヒト社は過大な見積もりの契約を結んだ。2018年9月18日、クリスティーナ・フェルナンデス前大統領は汚職の疑いで起訴された。
メキシコ
国営石油会社ペメックス（Pemex）の前取締役はオデブレヒト社から1000万ドルの賄賂を受け取った疑いが持たれている。
パナマ
パナマのパナメニスタ党の議長ラモン・フォンセカ・モーラは、スキャンダルに関与したため、2016年3月に解任された。

## ブラジル連邦警察の日本人（Japonês da Federal)
ブラジル日系警察官ニュートン・ヒデノリ・イシイ（通称ニュートン・イシイ（英語版））はオペレーション・カー・ウォッシュの捜査への協力を呼び掛けるビデオを自撮りし、一躍ブラジル全土で有名人になった。イシイはオデブレヒト社を含む多くの要人を逮捕し、黒いサングラスと黒い防弾チョッキというファッションでブラジル市民の注目をあつめた。その活躍はオペレーション・カー・ウォッシュのシンボルとなり、彼を称えたカーニバルソングが人気となり、イシイを模したマスクや巨大人形がつくられ、人形やマスクをつけた市民がカーニバル時にオリンダの街を練り歩く姿は喝采を浴びた。これは市民が抱く腐敗した警察のイメージの中では珍しいことだったという。
2016年6月、イシイに以前から疑惑が持たれていた（2003年にも自身が逮捕されている）パラグアイ、ブラジル国境での密輸を促進した咎で警察官の公務を失い、4年2ヵ月21日の懲役刑を課する最高裁判決が下された。2016年6月10日、裁判所はイシイに監視用アンクレットの装着を課したが、 第4地域連邦地方裁判所は、満場一致で、公務からの追放を撤回する決定を下した。 これにより、イシイは連邦警察本部で働き続け、 しばらくした後、監視用アンクレットが取り外されることとなった。